# Piedipaterno
Piedipaterno è una frazione del comune di Vallo di Nera, in provincia di Perugia, ed è sede della casa comunale. È situata a 3 km da Vallo di Nera, il centro che dà il nome al comune, e a un'altitudine di 333 m s.l.m..
Secondo i dati del censimento del 2001, gli abitanti sono 117.  Archiviato il 27 ottobre 2020 in Internet Archive.

## Storia
Sorto come il borgo di Paterno, fu per brevissimo tempo comune autonomo, denominato fino al 1880 Meggiano e quindi Piedipaterno sul Nera, fu accorpato nel 1881 all'attuale comune di Vallo di Nera.

## Monumenti e luoghi d'interesse
Tra i monumenti da visitare: la chiesa di San Sebastiano Martire, la chiesa della Madonna delle Grazie, la chiesa dell'Eremita poco distante dal centro abitato, la torre medievale che sorge sulla rupe di Paterno. A ridosso del paese scorre il fiume Nera e passa il tracciato della ex Ferrovia Spoleto-Norcia, molto frequentata da escursionisti e ciclisti.

## Infrastrutture e trasporti

### Ferrovie
Dal 1926 al 1968 Piedipaterno (insieme al comune di Vallo di Nera) fu servita (tramite l'omonima stazione) dalla ferrovia Spoleto-Norcia, una linea a scartamento ridotto che collegava Spoleto con Norcia, che rimase in esercizio dal 1º novembre 1926 al 31 luglio 1968, quando fu soppressa. Le tracce della ferrovia sono quasi tutte conservate, il sedime è stato convertito in una pista ciclabile.

Immagini
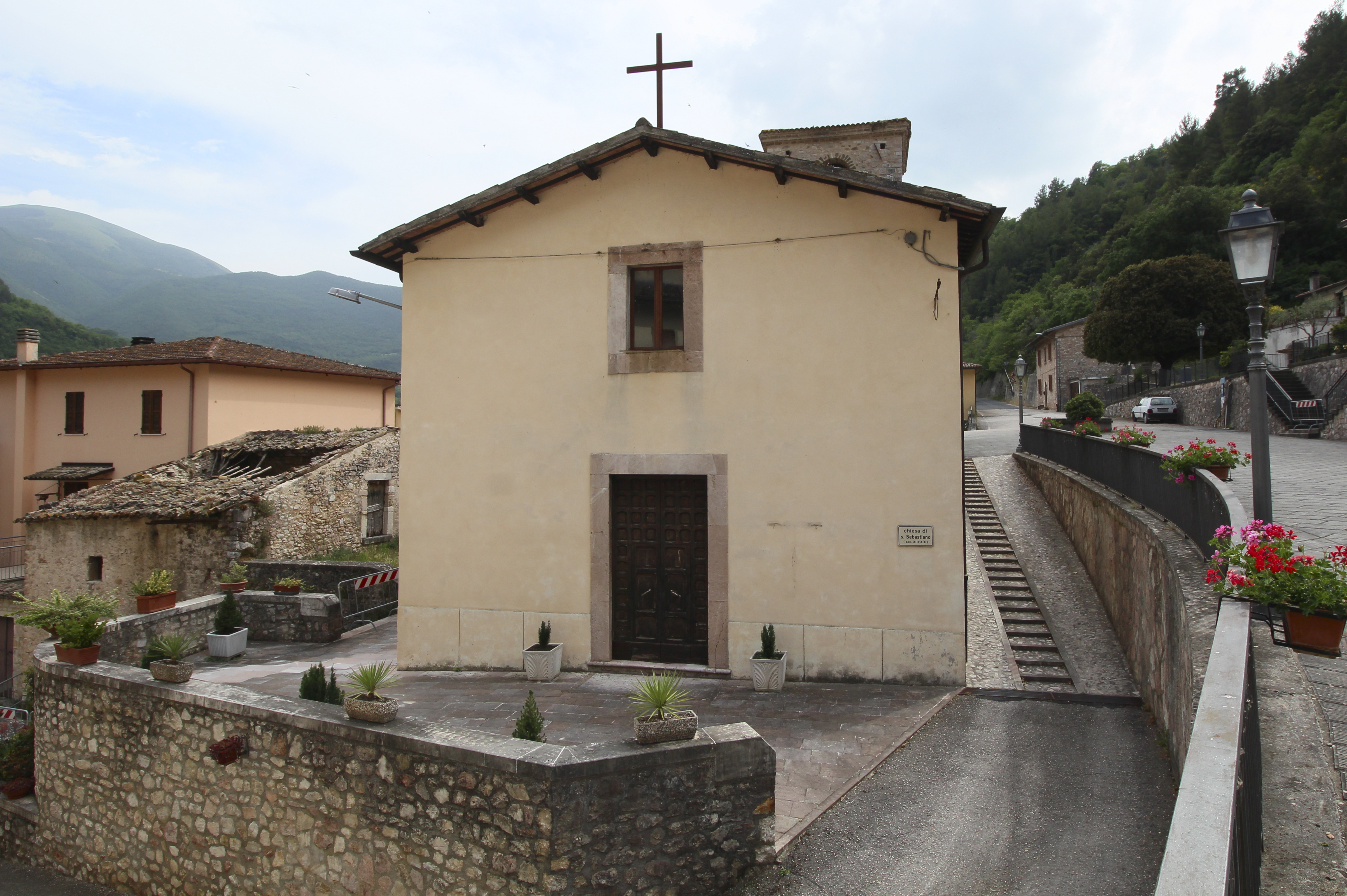
La chiesa di San Sebastiano
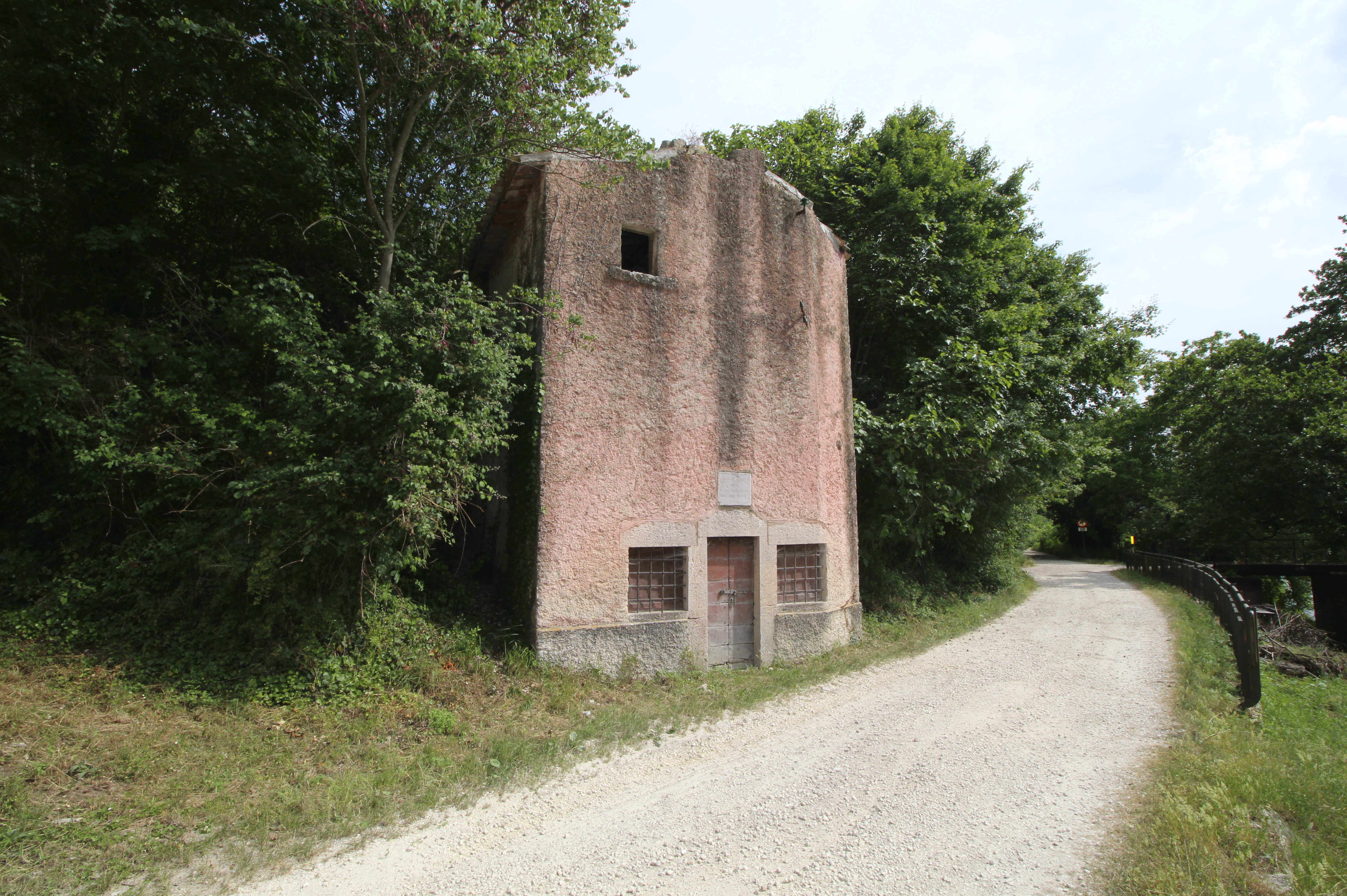
La chiesa di San Pietro